# Берлінгтон (Вермонт)
Берлінгтон (англ. Burlington) — місто (англ. city) в США, в окрузі Читтенден штату Вермонт. Населення — 44 743 особи (2020).

## Географія
Берлінгтон розташований за координатами 44°29′31″ пн. ш. 73°14′22″ зх. д. / 44.49194° пн. ш. 73.23944° зх. д. (44.491990, -73.239362). За даними Бюро перепису населення США в 2010 році місто мало площу 40,13 км², з яких 26,69 км² — суходіл та 13,43 км² — водойми.

## Демографія

### Перепис 2010
Згідно з переписом 2010 року, у місті мешкало 42 417 осіб у 16 119 домогосподарствах у складі 6561 родини. Густота населення становила 1057 осіб/км². Було 16897 помешкань (421/км²).
Расовий склад населення:
| - 88,9 % — білих - 3,9 % — чорних або афроамериканців - 3,6 % — азіатів - 0,3 % — корінних американців |

До двох чи більше рас належало 2,6 %. Частка іспаномовних становила 2,7 % від усіх жителів.
За віковим діапазоном населення розподілялося таким чином: 13,5 % — особи молодші 18 років, 77,1 % — особи у віці 18—64 років, 9,4 % — особи у віці 65 років та старші. Медіана віку мешканця становила 26,5 року. На 100 осіб жіночої статі у місті припадало 94,6 чоловіків; на 100 жінок у віці від 18 років та старших — 93,3 чоловіків також старших 18 років.
Середній дохід на одне домашнє господарство становив 61 169 доларів США (медіана — 44 671), а середній дохід на одну сім'ю — 86 940 доларів (медіана — 72 279). Медіана доходів становила 42 224 долари для чоловіків та 36 414 долари для жінок. За межею бідності перебувало 24,8 % осіб, у тому числі 23,7 % дітей у віці до 18 років та 10,1 % осіб у віці 65 років та старших.
Цивільне працевлаштоване населення становило 22 734 особи. Основні галузі зайнятості: освіта, охорона здоров'я та соціальна допомога — 35,1 %, мистецтво, розваги та відпочинок — 16,6 %, роздрібна торгівля — 12,7 %, науковці, спеціалісти, менеджери — 9,6 %.

### Перепис 2000
За даними перепису 2000 року,
на території муніципалітету мешкало 38889 людей, було 15885 садиб та 7052 сімей.
Густота населення становила 1,421,9 осіб/км². Було 16395 житлових будинків.
З 15885 садиб у 21,3 % проживали діти до 18 років, подружніх пар, що мешкали разом, було 31,4 %,
садиб, у яких господиня не мала чоловіка — 10,0 %, садиб без сім'ї — 55,6 %.
Власники 35,6 % садиб мали вік, що перевищував 65 років, а в 8,2 % садиб принаймні одна людина була старшою за 65 років.
Кількість людей у середньому на садибу становила 2,19, а в середньому на родину 2,86.
Середній річний дохід на садибу становив 33 070 доларів США, а на родину — 46 012 доларів США.
Чоловіки мали дохід 30 144 доларів, жінки — 25 270 доларів.
Дохід на душу населення був 19 011 доларів.
Приблизно 10,4 % родин та 20,0 % населення жили за межею бідності.
Серед них осіб до 18 років було 19,4 %, і понад 65 років — 10,5 %.
Середній вік населення становив 29 років.